# Jason A. Parker
Jason A. Parker, ameriški podčastnik in športni strelec, * 27. junij 1974, Omaha, Nebraska.
Graves je sodeloval na poletnih olimpijskih igrah leta 2000 in leta 2004 (strelstvo, zračna puška).
Je član U.S. Army Marksmanship Unit.

## Življenjepis
Leta 1999 je osvojil evropsko prvenstvo z zračno puško in postal tudi ameriški državni prvak (isto orožje).
Leta 2000 je postal državni prvak z zračno puško.
Leta 2001 je postal svetovni prvak z vojaško puško na CISM, kjer je postavil tudi svetovni rekord. Istega leta je osvojil tudi individualno srebrno in ekipno zlato medaljo na Prvenstvu Amerik ter zlato medaljo na svetovne prvenstvu v Milanu.